# 121 г. пр.н.е.
121 (сто двадесет и първа) година преди новата ера (пр.н.е.) е година от доюлианския (Помпилийски) римски календар.

## Събития

### В Римската република
- Консули са Луций Опимий и Квинт Фабий Максим Алоброгик.
- Консулът Опимий предприема мерки за отмяна на законодателството на Гай Гракх. Под особена атака е постаен закона Lex Rubria, за чиято защита Гракх мобилизира своите поддръжници. По време на решаващото заседание, присъстващият Квинт Антил се отнася подигравателно към Гракх и привърженици, вследствие на което е пронизан и убит. На следващия ден Сенатът привиква на изслушване Гракх и Марк Фулвий Флак, които не се явяват.[1]
- Страхувайки се от повторение на събитията от 133 г. пр.н.е., Сенатът за първи път в римската история издава Senatus consultum ultimum, с който упълномощава консулите да вземат всички необходими мерки, за да защитят републиката.[1]
- Консулът Опимий въоръжава доброволци и изисква безусловното предаване на Гракх и Флак, които са намерили временно убежище на Авентинския хълм. Опимий обещава награда от злато срещу главата на Гракх и напада противниците си като в сражение на хълма са убити Флак и синовете му. Самият Гай Гракх се самоубива или е убит след като успява да прекоси Тибър и достигне отвъд реката, а главата му е представена на Опимий.[1]
- Опимий построява, по нареждане на Сената, храма на Конкордия на Форума.[2]
- Триумф на Квинт Цецилий Метел Балеарик за победи постигнати в боеве на Балеарските острови.[3]

### В Азия
- Клеопатра Теа става жертва на собствения си опит да отрови сина си Антиох VIII Грюпос.

## Родени
- Публий Сулпиций Руф, римски оратор и политик (умрял 88 г. пр.н.е.)

## Починали
- Гай Гракх, римски политик и реформатор (роден 153 г. пр.н.е.)
- Марк Фулвий Флак (консул 125 пр.н.е.), римски политик (роден 168 г. пр.н.е.)
- Клеопатра Теа, дъщеря на фараона Птолемей VI и царица на Селевкидите (роден 165 г. пр.н.е.)

Бележки: